# Brünberg
Brünberg är ett berg i kommunen Guttannen i kantonen Bern i Schweiz. Det är beläget i Bernalperna, cirka 75 kilometer sydost om huvudstaden Bern. Berget ligger strax norr om Grimselsee. Toppen på Brünberg är 2 982 meter över havet.